# Portland Inlet

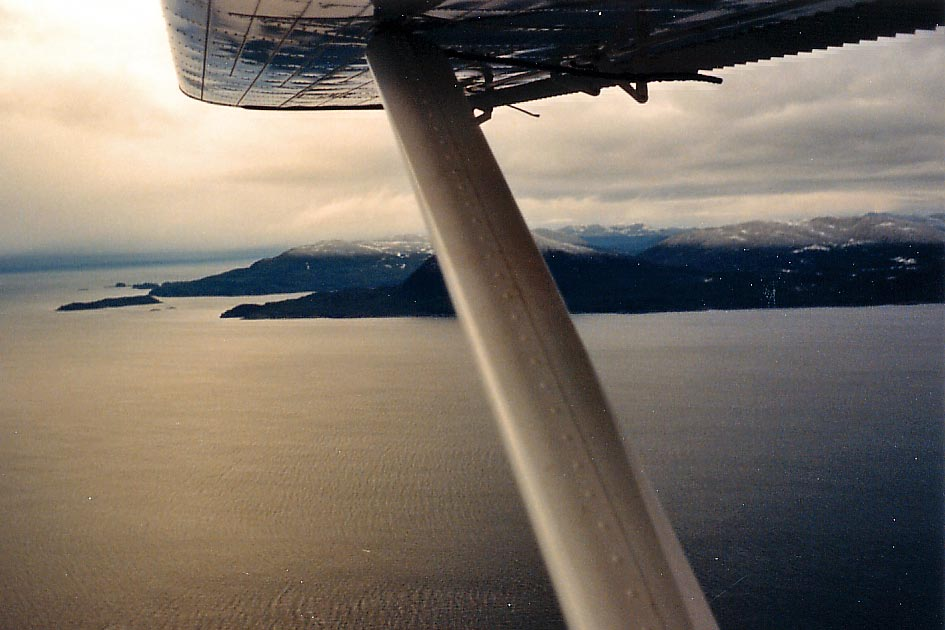
Kijkende over de monding van de Portland Inlet richting Wales Island

De Portland Inlet is een inham van de Grote Oceaan in het westen van Brits-Columbia in Canada.

## Geografie
De inham is ongeveer 40 kilometer lang en ongeveer vier kilometer breed en ligt en ligt ongeveer 40 kilometer ten noorden van de havenstad Prince Rupert. De inham mondt in het zuidwesten uit in de Chatham Sound ter hoogte van de Dixon Entrance. In het noordoosten komen het Portland Canal en de Observatory Inlet op de inham uit. Via de Observatory Inlet watert ook de Nass Bay (uitlaat van de Nass River) via de inham af. Vanuit het zuidoosten mondt ook de Khutzeymateen Inlet in de inham uit en vanuit het noordwesten de Wales Passage. Ten noordwesten wordt de inham begrensd door Pearse Island en Wales Island, in het zuidoosten door het vasteland van Canada en Somerville Island.
Het waterlichaam ligt in de mariene ecoregio Noord-Amerikaans Pacifisch Fjordland.

## Geschiedenis
De Portland Inlet werd in 1793 in kaart gebracht door een expeditie van George Vancouver en kreeg de naam Brown Inlet, waarbij George Vancouver de naam later veranderde ter ere van het Britse Huis van Portland.